# Вернон Тродон, Том 2
Вернон Тродон, Том 2 (фр. Vernon Subutex, 2) је други том - у низу од три романа - истоименог циклуса који је написала Виржини Депaнт током периода 2015-2017. Појавило се дана 9. јуна 2015. године и објавио га је Grasset, шест месеци након објављивања Вернон Тродона, Том 1; трећи том је објављен у мају 2017. године  .

## Писање романа
Вернон Тродон је осми роман Виржини Депaнт. Ауторка је рекла да јој је пала на памет идеја да напише овај роман видевши "да се људи око ње нађу у тешким ситуацијама када достигну педесете". Настоји да представи "све друштвене класе" тренутног француског друштва које се квалификује као "тужно И депресивано".
Име главног јунака, Тродон, односи се на трговачко име бупренорфина, супстанце која се користи за лечење зависности од опијата попут хероина. Верноново име односи се на један од псеудонима писца Бориса Виана: Вернон Суливан. 

## Радња
Као и у првом роману, приказани су најразличитији људи, сталежи, политичка и сексуална опредељења и животне филозофије. У овом делу сазнајемо више о већ познатим ликовима, упознајемо неколико нових, одређене ствари се разјашњавају, али се као резултат много тога и компликује. Депaнт наставља беспоштедну критику стања у друштву и свету, сликајући беду модерног човека, како на интимном и личном, тако и на општем плану.
Вернон Тродон је још увек на улици и склонио се на Butte Bergeyre. Његови стари пријатељи осећају се кривим што га нису боље дочекали у свом дому, док други покушавају да поврате снимке Алекса Блеча. Напокон га проналазе и воде га у бар у Buttes-Chaumont, "Rosa-Bonheur". Међутим, одбија да напусти улицу и насељава се у углу Petite Ceinture (транзитна линија, кружна железница) са скитницама, док се свакодневно састаје са пријатељима у парку или у бару где наставља своје активности као џокеј. Ла Хиене је пронашла снимке код Емили, али уместо да их да продуценту Допалету који их је тражио, она их показује целом бенду.
У Buttes-Chaumont-у око Тродона мало-помало се организује заједница, али готово тиха и упркос свом несталном понашању. Неки су помирени, попут Лоика и Ксавијера које је насилно ударио, и стварају се везе. Допалата, код куће нападају због његовог односа према Водки Сатани, уметници тетоважа. Коначно, након сахране Лоика, којег су у метроу убили његови бивши милитантни другови крајње деснице, банда напушта Париз и почиње да организује тајне забаве на неколико места у Француској.

## Пријем романа
Књижевна критика бележи аспект "више политички"  "О другом тому серије и њеној оштрини [... на] савремену стварност".

## Адаптација
Серија у продукцији Canal+ и режији Кети Верни емитована је на јесен 2018. Romain Duris игра улогу Вернона Тродона, јунака романа.